# Nicolas Debeaumarché
Nicolas Debeaumarché (Mâcon, 24 februari 1998) is een Frans wielrenner die in 2024 prof werd bij Cofidis.

## Carrière
Als tweedejaars junior won Debeaumarché de openingsetappe in de Ronde van de poorten van het land van de Othe. De leiderstrui die hij daaraan overhield verdedigde hij in de tweede etappe (een ploegentijdrit) met succes, maar in de derde en laatste etappe nam David Dekker hem de trui af. Later dat jaar werd hij zeventiende in de wegwedstrijd voor junioren op het wereldkampioenschap. Vanaf zijn eerste jaar als belofte reed Debeaumarché vijf seizoenen voor SCO Dijon-Team Matériel-Velo.com, een Franse club. In die periode won hij een etappe in de Ronde van Loir-et-Cher en liep hij stage bij Trek-Segafredo (in 2019) en St Michel-Auber93 (in 2021). Na die laatste stageperiode maakte Debeaumarché de overstap naar dat team.
In 2024 werd Debeaumarché prof bij Cofidis. Zijn debuut voor de ploeg maakte hij eind januari in de AlUla Tour.

## Overwinningen
2016
1e etappe Ronde van de poorten van het land van de Othe
2019
4e etappe Ronde van Loir-et-Cher

## Resultaten in voornaamste wedstrijden
| Jaar | Ronde van Italië | Ronde van Frankrijk | Ronde van Spanje |
| ---- | ---------------- | ------------------- | ---------------- |
| 2023 |                  |                     |                  |
| 2024 | 114e             |                     |                  |
| 2025 | 140e             |                     |                  |

| Jaar | Milaan-San Remo | Ronde van Vlaanderen | Parijs-Tours |
| ---- | --------------- | -------------------- | ------------ |
| 2023 |                 |                      | 63e          |
| 2024 | 159e            | opgave               |              |
| 2025 |                 |                      |              |

### Resultaten in kleinere rondes
| Jaar | Parijs-Nice | Ronde van Polen |
| ---- | ----------- | --------------- |
| 2024 | 83e         | opgave          |

## Ploegen
- 2019 –  Trek-Segafredo (stagiair vanaf 1 augustus)
- 2021 –  St Michel-Auber93 (stagiair vanaf 1 augustus)
- 2022 –  St Michel-Auber93
- 2023 –  St Michel-Mavic-Auber93
- 2024 –  Cofidis
- 2025 –  Cofidis

Beppu · Bernard · Brambilla · Ciccone · Clarke · Conci · Degenkolb · Eg · Felline · Frame · Gogl · Irizar (actief t/m 3 augustus) · Kirsch · de Kort · Mollema · Mosca (vanaf 1 augustus) · Moschetti · Mullen · Pantano · Pedersen  · Porte · Reijnen · Skujiņš · Stetina · Stuyven · Theuns · Debeaumarché (stagiair) · López (stagiair) · Quarterman (stagiair)
Allegaert · Aniołkowski · Champion · Coquard · De Gendt · Debeaumarché · Elissonde · Fernández · Finé · Fretin · Geschke · Gougeard · Hermans · Herrada · G. Izagirre · J. Izagirre · Knight · Lastra · Mahoudo · Mariault · Martin · Noppe · Oldani · Perez · Renard · Robeet · Thomas · Toumire · Wood · Zingle · Coppens (stagiair) · Gruszczynski (stagiair) · Larmet (stagiair)
Allegaert · Aniołkowski · Aranburu · Buchmann · Carr · Coquard · De Gendt · Debeaumarché · Ferron · Finé · Fretin · Herrada · Izagirre · Izquierdo · Knight · Lastra · Maas · Mahoudo · Maisonobe · Moniquet · Oldani · Ourselin · Perez · Renard · Robeet · Samitier · Teuns · Thomas · Toumire · Touzé